# 小島俊彥
小島俊彥，日本男性電影剪輯技師。橫濱放送電影專門學院（現日本電影大學）畢業。岡安Promotion代表董事社長。
2014年，獲得第23屆日本電影影評人大獎動畫功勞獎。

## 作品列表

### 電視動畫
1979年
- 哆啦A夢 (1979年版)（－2005年）

1987年
- 超能力魔美（－1989年）

1989年
- 大耳鼠（－1991年）
- 勇者鬥惡龍 第1部（－1990年）

1990年
- 八百八町表裏化妝師（日语：八百八町表裏 化粧師）（－1991年）

1991年
- 勇者鬥惡龍ト 第2部
- 21衛門（－1992年）

1992年
蠟筆小新（1992年－）
- 餓狼傳說

1993年
- 餓狼傳說2

1994年
- 魔法騎士雷阿斯（－1995年）

1997年
- 忍企鵝真丸（日语：忍ペンまん丸）（－1998年）

1998年
- 頭文字D

1999年
- 仙魔大戰2000（日语：ビックリマン2000）（－2001年）

2001年
- 熱帶雨林的爆笑生活
- 戀愛占卜師（－2002年）

2002年
- 朝霧的巫女
- 真·女神轉生D 惡魔之子 光之書與闇之書（－2003年）

2004年
- 校園迷糊大王（－2005年）
- 陸奧圓明流外傳 修羅之刻（－2005年）

2005年
- 哆啦A夢 (2005年版)（2005年－）
- 極速方程式（－2006年）

2006年
- 校園迷糊大王 二學期

2007年
- 火箭女孩
- 神聖十月

2008年
- 乃木坂春香的秘密（－2009年）
- 秘密 ～The Revelation～

2009年
- 閃亮雙胞胎（－2010年）

2010年
- 星際寶貝：神奇大冒險 ～最棒的朋友～（－2011年）

2012年
- 足球騎士

2013年
- LINE TOWN（－2014年）
- 銀狐

2014年
- 惡魔的謎語

2015年
- 美男高校地球防衛部LOVE！
- 銃皇無盡的法夫納
- 空戰魔導士培訓生的教官

2016年
- 迷家
- 美男高校地球防衛部LOVE！LOVE！
- 少女編號

2018年
- 沒有心跳的少女 BEATLESS
- 美男高校地球防衛部HAPPY KISS！
- 夢王國與沉睡中的100位王子殿下

2019年
- 家有女友
- MIX
- 籃球少年王（－2020年）

2020年
- MAJOR 2nd

2021年
- 古見同學是溝通魯蛇。

2022年
- 夏日時光

### OVA
1985年
- 檸檬雞尾酒 LOVE30S 在淋濕的雨中（日语：酎ハイれもん LOVE30S）

1993年
- Genocyber 虛界之魔獸（日语：ジェノサイバー）

1994年
- 青空少女隊（－1996年）

1997年
- 叢林跟我走！（日语：ジャングルDEいこう!）

1999年
- 超神姬彈凱撒3（日语：超神姫ダンガイザー3）
- （－2000年）

2002年
- 夫妻成長日記（－2004年）

2003年
- 漫畫派對Revolution

2005年
- 校園迷糊大王 一學期補習

2008年
- 校園迷糊大王 三學期

2009年
- 受讚頌者（－2010年）

### 電影動畫
1982年
- 忍者哈特利：忍忍忍法繪日記之卷

1983年
- 忍者哈特利：忍忍故鄉與大作戰之卷

1984年
- 忍者哈特利+小超人帕門：超能力大戰（日语：忍者ハットリくん+パーマン 超能力ウォーズ）

1985年
- 足球小將翼：決戰歐洲
- 足球小將翼：危險！全日本Jr.

1986年
- 高爾夫頑童猿丸：超級高爾夫世界的挑戰
- 足球小將翼：奔向明日！
- 足球小將翼：世界大決戰!! Jr. 世界盃

1987年
- 高爾夫頑童猿丸：甲賀秘境！影之忍法高爾夫晉見！

1988年
- 超能力魔美：星空上的跳舞娃娃

1989年
- 哆啦美：迷你哆啦SOS

1990年
- 大耳鼠：愛莉活動大寫真

1993年
- 蠟筆小新：動感超人VS高衩魔王

1994年
- 酸梅星王子：來自宇宙的盡頭～乓啪囉乓！
- 哆啦A夢：大雄與夢幻三劍士
- 蠟筆小新：不理不理王國的秘寶

1995年
- 哆啦A夢：大雄的創世日記
- 2112年哆啦A夢的誕生
- 第3部：雲黑齋的野心（1995年）

1996年
- 哆啦A夢：大雄與銀河超特急
- 蠟筆小新：搞怪遊樂園大冒險

1997年
- 哆啦A夢：大雄的發條都市冒險記
- 蠟筆小新：黑暗珠珠大追擊

1998年
- 哆啦A夢：大雄的南海大冒險
- 哆啦A夢回來了
- 蠟筆小新：電擊！豬蹄大作戰（1998年）

1999年
- 哆啦A夢：大雄的宇宙漂流記
- 大雄的結婚前夜
- 蠟筆小新：爆發！溫泉激烈大決戰
- 隔壁的山田君

2000年
- 哆啦A夢：大雄的太陽王傳說
- 大雄的懷念奶奶
- 哆啦A夢七小子：火車大暴走
- 蠟筆小新：風起雲湧的叢林冒險

2001年
- 哆啦A夢：大雄與翼之勇者
- 哆啦美與哆啦A夢七小子：宇宙樂園之千鈞一髮
- 加油！胖虎!!

2002年
- 哆啦A夢：大雄與機器人王國
- 我出生的那一天
- 哆啦A夢七小子：GOAL！GOAL！GOAL!!
- 蠟筆小新：風起雲湧 壯烈！戰國大會戰

2003年
- 哆啦A夢：大雄與不可思議的風使者
- 蠟筆小新：風起雲湧 光榮燒肉之路
- 劇場版 我們這一家

2004年
- Pa-Pa-Pa The★Movie 小超人帕門：章魚DE砰，八條腿砰！
- 哆啦A夢：大雄的貓狗時空傳
- 蠟筆小新：風起雲湧！夕陽下的春日部男孩

2005年
- 蠟筆小新：3分鐘百變大進擊
- 翡翠森林狼與羊

2006年
- 哆啦A夢：新·大雄的恐龍
- 蠟筆小新：Amigo！森巴入侵計畫

2007年
- 哆啦A夢：新·大雄的魔界大冒險 ～7人魔法使～
- 蠟筆小新：小白的屁屁炸彈
- 河童之夏

2008年
- 哆啦A夢：大雄與綠之巨人傳
- 八田與一：嘉南大圳之父

2009年
- 哆啦A夢：新·大雄的宇宙開拓史
- 蠟筆小新：春日部野生王國

2010年
- 意外的幸運簽
- 蠟筆小新：我的超時空新娘
- 哆啦A夢：大雄的人魚大海戰
- 劇場版 3D我們這一家：超能力花媽

2011年
- 哆啦A夢：新·大雄與鐵人兵團 ～振翅吧 天使們～

2012年
- 哆啦A夢：大雄與奇跡之島 ～動物歷險記～

2013年
- 哆啦A夢：大雄的秘密道具博物館
- 輝耀姬物語

2014年
- 哆啦A夢：新·大雄的大魔境 ～柏高與5人之探險隊～

2015年
- 哆啦A夢：大雄之宇宙英雄記

2016年
- 哆啦A夢：新·大雄的日本誕生

2017年
- 哆啦A夢：大雄的南極冰天雪地大冒險

2018年
- 哆啦A夢：大雄的金銀島

2019年
- 哆啦A夢：大雄的月球探測記

2020年
- 哆啦A夢：大雄的新恐龍

2022年
- 哆啦A夢：大雄的宇宙小戰爭 2021

### 真人電影
- 楢山節考（1983年）
- 情書（1995年）
- 我的自身紀錄片「CINEMA塾 in HAGI」（1999年）
- 藍色瞬間（日语：青の瞬間）（2001年）
- 獅子之絆 淺草哀歌（2002年）
- river（日语：river (2003年の映画)）（2003年）
- 玻璃的使徒（2005年）
- 挎鬥摩托車裡的狗（日语：サイドカーに犬#映画版）（2007年）
- 千年的山古志（日语：1000年の山古志）（2009年）

## 外部連結
- 小島俊彥的X（前Twitter） （日語）